# Monika Pyreková
Monika Zofia Pyrek-Rokitová (* 11. srpna 1980, Gdyně) je bývalá polská atletka, jejíž specializací byl skok o tyči. Je dvojnásobnou vicemistryní světa (2005, 2009) a vicemistryní Evropy (2006). Dvakrát vybojovala bronz na halovém MS (2003, 2008) a dvakrát na halovém ME (2002, 2005). Třikrát postoupila do finále na letních olympijských hrách (2000, 2004, 2008).

## Kariéra
Mezinárodní kariéru započala v roce 1997 na juniorském mistrovství Evropy ve slovinské Lublani, kde skončila na desátém místě. O rok později vybojovala na mistrovství světa juniorů ve francouzském Annecy stříbrnou medaili. Těsně pod stupni vítězů, čtvrtá skončila na ME juniorů 1999 v lotyšské Rize. V roce 2000 na halovém ME v belgickém Gentu neprošla sítem kvalifikace, když obsadila deváté, první nepostupové místo. Ve stejném roce měla ženská tyčka premiéru na Letních olympijských hrách v Sydney, kde obsadila ve finále výkonem 440 cm sedmé místo.

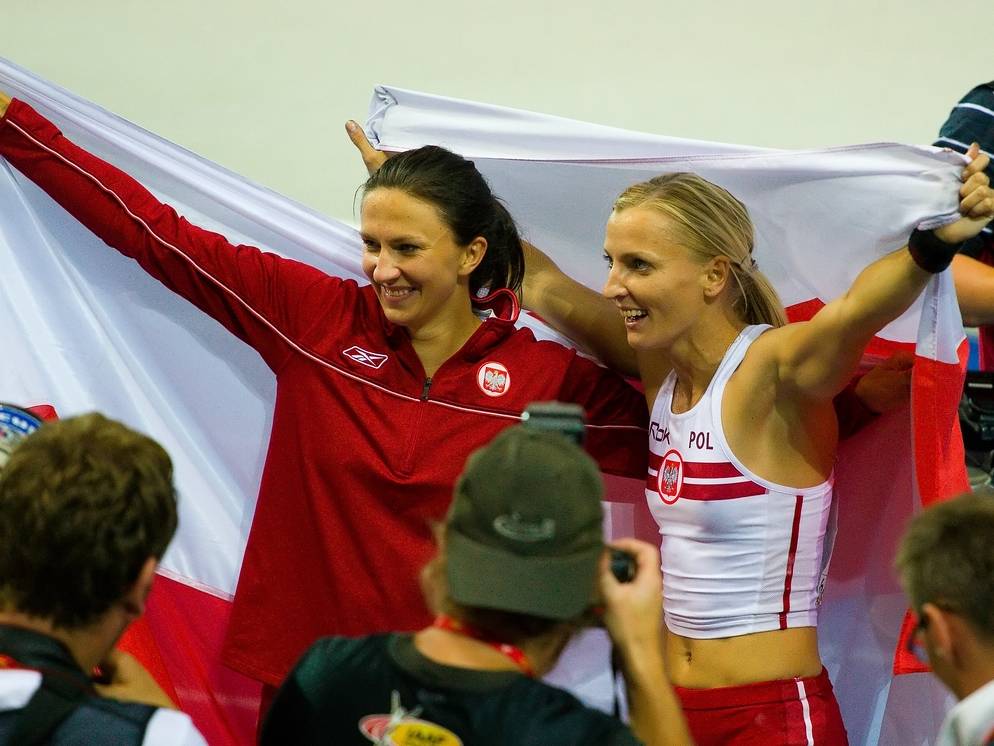
Monika Pyreková (vlevo) a Anna Rogowská

 V roce 2001 se stala v Amsterdamu mistryní Evropy do 23 let a vybojovala bronzovou medaili na mistrovství světa v kanadském Edmontonu. Na halovém ME 2002 ve Vídni získala další bronz, když ve finále překonala 460 cm. Halovou mistryní Evropy se stala Ruska Světlana Feofanová, která výkonem 475 cm tehdy vytvořila nový halový světový rekord. Bronzovou medaili vybojovala rovněž na halovém MS v Birminghamu 2003, kde překonala 445 cm. Stejnou výšku zdolaly také Američanka Kellie Suttleová a Němka Annika Beckerová. Obě však měly horší technický zápis.
Na světovém šampionátu v Paříži 2003 obsadila společně s Američankou Stacy Dragilaovou čtvrté místo. V roce 2004 skončila pátá na halovém MS v Budapešti. Na letních olympijských hrách v Athénách 2004 postoupila do finále, kde bylo nad její síly překonání výšky 465 cm a celkově skončila čtvrtá, když předchozí výšku 455 cm zdolala napoprvé. O rok později vybojovala bronz na halovém ME v Madridu a stříbro na mistrovství světa v Helsinkách.
Další umístění pod stupni vítězů zaznamenala na halovém mistrovství světa v Moskvě 2006, kde 465 cm stačilo ke čtvrté příčce. 465 cm naopak stačilo Pyrekové k zisku stříbrné medaile na mistrovství Evropy ve švédském Göteborgu. Bronz vybojovala Taťána Polnovová z Ruska. Čtvrté místo vybojovala na světovém šampionátu 2007 v Ósace, kde skočila 475 cm napodruhé. Bronz brala Světlana Feofanová z Ruska díky lepšímu technickému zápisu a stříbro získala česká tyčkařka Kateřina Baďurová, která stejnou výšku překonala napoprvé.
V roce 2008 získala společně s Brazilkou Fabianou Murerovou bronzovou medaili na halovém MS ve Valencii. Na letních olympijských hrách v Pekingu potřetí v kariéře postoupila do finále, v němž výkonem 470 cm obsadila páté místo. Na světovém šampionátu v Berlíně 2009 se podělila s Američankou Chelsea Johnsonovou o stříbrnou medaili, když obě překonaly napoprvé 465 cm. Tuto výšku skočila také Němka Silke Spiegelburgová, ta však měla horší technický zápis a obsadila čtvrté místo.
Monika Pyreková je jedenáctinásobnou halovou mistryní Polska z let (1998–2006, 2008, 2009) a devítinásobnou mistryní na dráze z let (1999–2002, 2004–2008). K jejím úspěchům patří také zlatá medaile z Frankofonních her z roku 2001 a čtvrté místo na hrách dobré vůle 2001 v Brisbane.

### 2010–2013
V roce 2010 si přivodila zranění na odrazové noze a následně nedokázala splnit limit na ME v atletice v Barceloně. Později neobdržela od polského atletického svazu divokou kartu a předčasně ukončila sezónu. V témže roce byla zvolena do komise sportovců Evropské atletické federace. Společně s Pyrekovou mají mandát do roku 2014 také český vícebojař Roman Šebrle, někdejší švédská výškařka Kajsa Bergqvistová, bývalý nizozemský tyčkař Rens Blom, španělský koulař Manuel Martínez a britská překážkářka Tasha Danversová.
V halové sezóně roku 2011 splnila hned v prvním závodě výkonem 460 cm limit na halové ME do Paříže. Na šampionát však později neodcestovala. Na Mistrovství světa v atletice 2011 v jihokorejském Tegu obsadila ve finále výkonem 455 cm 10. místo. V roce 2012 se zúčastnila evropského šampionátu v Helsinkách i Letních olympijských her v Londýně, avšak ani v jednom případě se ji nepovedlo postoupit z kvalifikace.
Svoji profesionální atletickou kariéru definitivně ukončila 8. ledna 2013. O několik dní později, 12. ledna 2013 se provdala za svého dlouholetého partnera a manažera v jedné osobě, Norberta Rokitu, se kterým očekává narození prvého potomka. Žije ve Štětíně, kde závodila za místní atletický oddíl MKL Štětín.

### Osobní rekordy
- hala – 476 cm – 12. února 2006, Doněck
- venku – 482 cm – 22. září 2007, Stuttgart